# Hình tượng hổ trong văn hóa Việt Nam

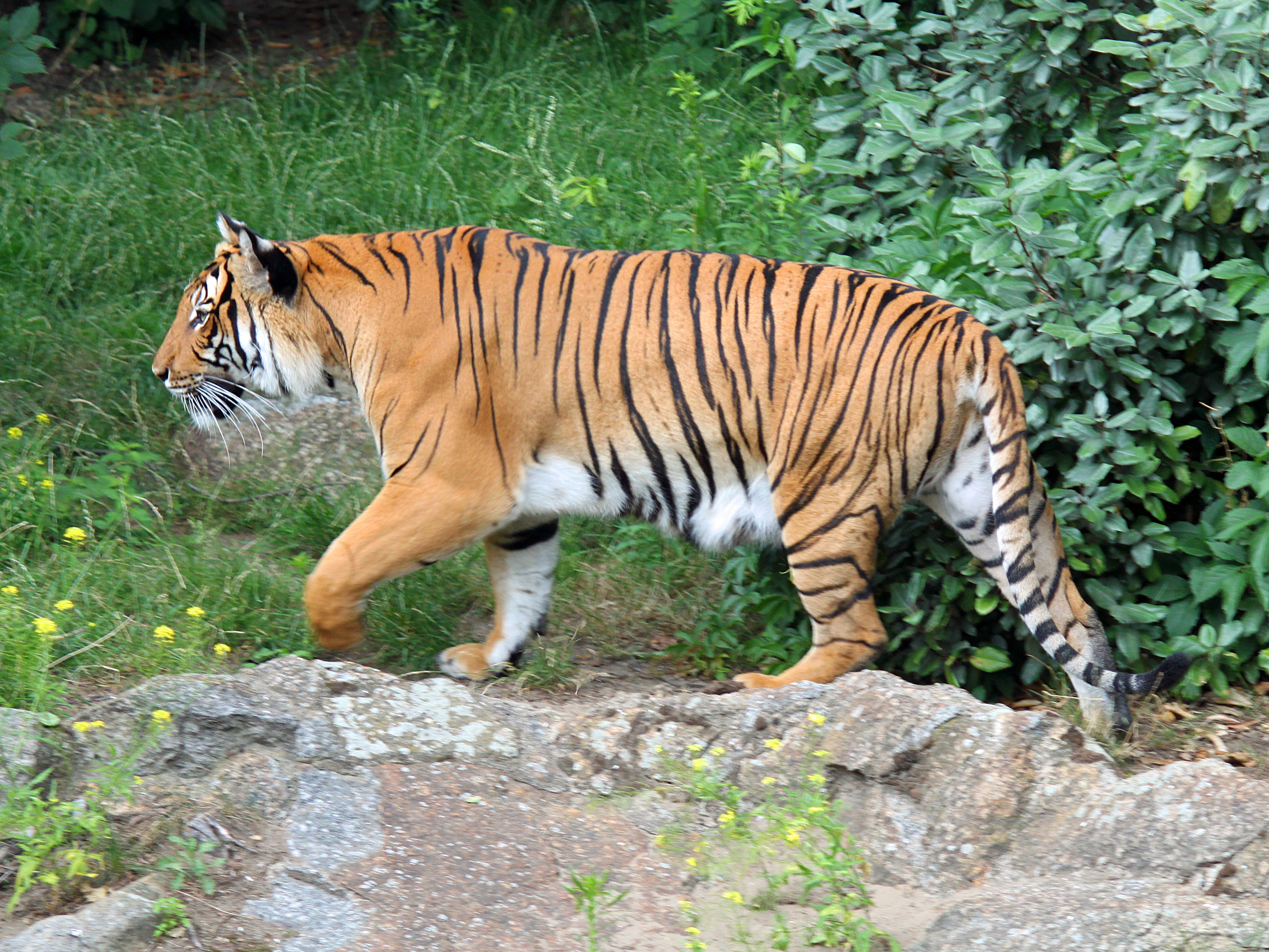
Hổ phân bố ở Việt Nam là Hổ Đông Dương, hiện loài này đang thuộc nhóm nguy cấp

Hình tượng con hổ hay Chúa sơn lâm đã xuất hiện từ lâu đời và gắn bó với lịch sử của loài người. Với đặc thù là miền nhiệt đới ẩm, có nhiều rừng rậm, đồi núi, Việt Nam là nơi có môi trường phù hợp cho sự phát triển của loài hổ (phân loài hổ Đông Dương) do đó hổ là động vật xuất hiện nhiều trong tự nhiên tại đây, Hình ảnh con hổ đi vào nền văn hoá dân gian Việt Nam một cách phong phú, đa dạng và đặc sắc. Ít nơi nào con hổ mang nhiều tên gọi như ở Việt Nam. Điều đó chứng tỏ vị trí quan trọng của nó trong đời sống văn hóa của người dân. Cùng với thời gian, sự phát triển của đời sống và tôn giáo, con hổ đã trở thành một linh thú mang rất nhiều nét tính cách của xã hội Việt Nam. Con hổ là một hình tượng đặc biệt trong cuộc sống vật chất và tinh thần của người Việt Nam từ xưa cho đến nay, đối với văn hóa Việt Nam, hổ là biểu tượng của sự hùng cường, thể hiện sức mạnh vô song, Do sức mạnh và sự nhanh nhẹn của chúng, người ta thường phong cho hổ là chúa sơn lâm., không những thế, trong đời sống văn hóa ở Việt Nam, hổ được quan tâm đặc biệt, loài mãnh thú, chúa tể rừng xanh này được mổ xẻ kỹ lưỡng, từ chuyện xây nhà, lấy vợ, sinh con năm dần, đến tác dụng của cao hổ cốt, thậm chí, đến pín hổ cũng được mổ xẻ tỉ mỉ. Xiếc hổ Việt Nam cũng xuất hiện từ khá sớm với nhiều nghệ sĩ tài năng như nhà luyện hổ Tạ Duy Hiển.

## Tổng quan
Hình tượng con hổ đã xuất hiện từ lâu trong văn hóa của cư dân Việt. Những chiếc trống đồng Đông Sơn có cách đây khoảng 2500 đến 3000 năm tuổi, nhưng trên mặt trống đã xuất hiện hình con hổ, điều này cho thấy con hổ đã gắn bó hàng nghìn đời nay với người dân Việt Nam với sự trân trọng và sau này được nhân nhân thờ cúng trong các miếu, đền. Con hổ còn xuất hiện rất nhiều trong các tác phẩm mỹ thuật Việt Nam và những bức tranh thờ Hàng Trống đã trở thành mẫu mực trong tranh Việt Nam. Ngoài ra, hình ảnh con hổ đi vào nền văn hoá dân gian Việt Nam với những biểu hiện, những hình thức phong phú và đặc sắc. Theo thống kê sơ bộ, người Việt Nam có hơn 1.200 câu ngạn ngữ, phương ngữ, thành ngữ, tục ngữ, ca dao, dân ca liên quan tới hổ. Hổ còn là đề tài trung tâm của nhiều câu chuyện cổ tích, ngụ ngôn, huyền thoại, giai thoại. Hổ còn gợi nguồn cảm hứng mạnh cho nhiều thi sĩ để họ viết nên những bài thơ độc đáo như bài thơ Nhớ rừng kể về lời con hổ trong vườn bách thú của Thế Lữ. năm 1932). Hổ cũng là đối tượng nghệ thuật hấp dẫn thể hiện trên các vật dụng sinh hoạt thường ngày, nơi thờ tự, nhà cửa. Câu chuyện về Hùm thiêng Yên Thế đề về lòng yêu nước của Hoàng Hoa Thám. Truyện Trí khôn của ta đây nhắc về câu chuyện trí tuệ chiến thắng sức mạnh. Tục ngữ Hổ dữ chẳng nỡ ăn thịt con nói về tình cha mẹ dành cho con và mong muốn con cháu giỏi giang, làm vinh hiển gia đình, đất nước như câu: Hổ phụ sinh hổ tử.

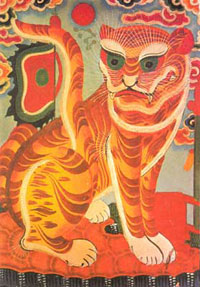
Hoàng hổ - Tranh dân gian Việt Nam

Trong văn hóa Việt Nam tồn tại hai quan điểm song song về hổ, một quan điểm văn hóa đề cao và sùng kính sức mạnh, vẻ đẹp, tài trí của loài hổ đồng thời một quan điểm sợ và khinh gét, bài trừ loài mèo lớn này vì những nổi ám ảnh của loài hổ trong mối quan hệ với con người (câu chuyện trí khôn của ta đây, hổ thành tinh, yêu tinh hổ, phong trào săn giết hổ). Nhưng nhìn chung thì quan điểm văn hóa thứ nhất luôn thắng thế. Người Việt Nam kính sợ hổ, gọi hổ bằng Ông Ba Mươi, ông cọp, ông hổ, ông khái, ngài, chúa tể sơn lâm, chúa sơn lâm, chúa tể rừng xanh, mãnh hổ rừng xanh, mãnh chúa sơn lâm, mãnh hổ, ngoài ra, tùy địa phương, tùy sinh hoạt, quan hệ giữa người và hổ không đồng nhất ở các vùng miền. Tuy rằng ở đâu cũng sợ cọp, kiêng dè gọi bằng ông cọp, ông ba mươi, ông thầy, ông kễnh, ông Cả… nhưng dường như người dân Bắc Bộ kinh sợ cọp hơn người dân Đồng bằng sông Cửu Long vấn đề sau là trong tâm lý người dân Miền Bắc và Miền Nam, cách tiếp cận với con cọp, hay Thần Hổ, có phần khác nhau. Phía Bắc, từ đồng bằng lên Mạn Ngược, có nơi sùng bái hùm thiêng, thờ phụng đến mê tín. Người dân Miền Nam cũng sợ cọp, nhưng chỉ là nỗi sợ hãi cụ thể, vật chất mà không sùng tín. Tâm lý này thể hiện từ giới cầm quyền, các Chúa Nguyễn, Đàng Trong, đã tổ chức những trận đấu Voi và Cọp. Voi được xem như thú vật tuân phục và hữu ích, trái với cọp hung tợn và phá hoại.
Dù là con vật hoang, rất ít khi được thuần phục nhưng hổ đã có sự gắn bó chặt chẽ với cuộc sống của người dân Việt, trong đời sống thường nhật và tôn giáo. Nó không chỉ là biểu tượng của sức mạnh mà còn mang quyền uy chi phối hung dữ của kẻ anh hùng. Sức mạnh này buộc con người phải nghĩ cách để khuất phục hổ. Có thể thấy trong dân gian còn tồn tại câu chuyện về một cuộc đấu trí giữa hổ và người, trong đó, con trâu, kẻ vốn đã bị con người thuần phục và con hổ, kẻ luôn tìm cách áp chế con người được đặt đối xứng nhau để so sánh. Con hổ, từ khía cạnh phá hoại, nó đã mang lại cho con người nhiều mối lo. Người Việt Nam đánh giá rất cao tầm quan trọng và lợi ích kinh tế (nhất là giá trị dược liệu) của hổ, đồng thời cũng từng phải chịu không ít hậu quả do hổ gây ra. Nhiều trường hợp hổ mò vào các bản làng miền núi, bắt gia súc, gia cầm và cả người, gây tổn thất vật chất cùng tâm lý lo sợ cho nhân dân. Chuyện hổ ăn thịt người không hiếm gây kinh sợ cho cả cả cộng đồng người (nhất là một con hổ có tên là cọp ba móng hoành hành dọc hữu ngạn sông Đồng Nai đã vồ chết và ăn thịt 128 người).
Mối quan hệ ban đầu của hổ với con người là sự đối địch. Tuy nhiên, sự ý thức được của con người thông minh về sức mạnh của loài hổ đã khiến họ nhận ra việc đối phó và chung sống với hổ là cần thiết. Trong lịch sử viết theo thể ký có rất nhiều chuyện đã kể lại mối quan hệ của hổ với con người mà điển hình là câu chuyện Bố cái đại vương Phùng Hưng là một người phục hổ bằng tay không hoặc nhiều vị anh hùng, võ tướng, các vị hảo hán khác đã đánh được hổ. Cho đến giờ, khi con người đã có nhiều cách để khuất phục và thuần phục loài hổ nhưng về mặt văn hóa, tư tưởng quan hệ giữa loài hổ và loài người vẫn không phải là quan hệ chủ tớ như các loài gia cầm, gia súc, vật nuôi, voi, ngựa. mà hổ luôn chiếm một vị trí ngang hàng. Suy nghĩ thông thường khi đàn thú xa rời môi trường tự nhiên, sống trong điều kiện nuôi nhốt, chăm sóc của con người, nó sẽ bị thuần hóa. Tuy nhiên, với loài hổ thì hoàn toàn ngược lại, càng bị nuôi nhốt trong điều kiện ngặt nghèo, chật chội, bản năng hoang dã của chúng trỗi dậy càng mạnh mẽ, càng dữ dằn, nguy hiểm hơn và chắc chắn, hổ chưa bao giờ là con vật như con mèo con trong nhà.

## Hình tượng con hổ qua các thời kỳ

### Người Việt cổ
Hình ảnh có thể là của một con hổ đã được phát hiện trên một phiến đá mềm nằm trong tầng văn hóa gần 20 ngàn năm trước ở hang Xóm Trại. Cư dân thuộc văn hóa Hòa Bình đã rạch lên phiến đá này những đường khắc ngoệch ngoạc mang dáng hình giống một con hổ. Nhưng dấu tích hổ dường như ít hơn trong các làng xóm trồng lúa thời tiền sử và điều này cho thấy hổ không bao giờ là đối tượng săn bắt lấy thịt làm thức ăn của các cư dân tiền sử mà trái lại, với sự phát triển của những làng xóm nông nghiệp định cư hổ dần trở thành con vật huyền thoại được đề phòng và tôn thờ. Hình tượng cọp, hổ đã từng xuất hiện nhiều trong nghệ thuật Đông Sơn, hình tượng hổ săn hươu và người săn hổ trên mặt và tang những trống đồng Đông Sơn ở các vùng Kur, Sangeang ở miền Đông Indonesia. 

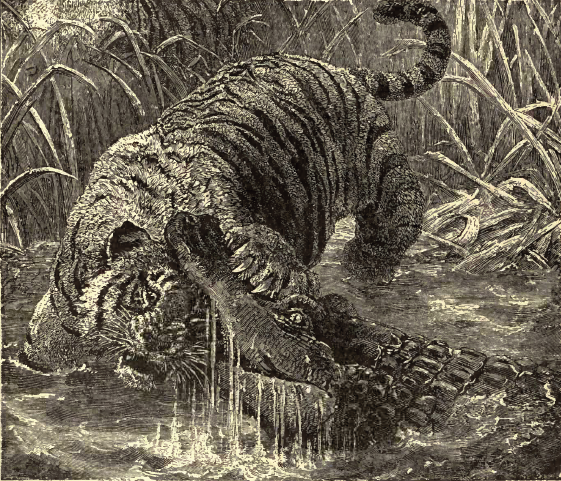
Hổ đánh nhau với cá sấu, gợi lại câu: Dưới sông sấu lội trên rừng cọp đua

Trên mặt trống Kur, hổ mình vằn đang đuổi theo một con hươu, trong khi chính nó là mục tiêu của một người cầm cung đang ngắm bắn. Trên tang chiếc trống này một con hổ mình vằn khác cũng đang trong tư thế đuổi theo một con hươu sừng. Trên phần tang của trống Sangeang có cảnh một người tay phải cầm khiên, tay trái cầm kiếm dạng tước (đốc tay cầm hình khuyên tròn) đang trong tư thế đánh nhau với một con hổ chồm lên đứng bằng hai chân sau. Một con chó đứng sau hình người cũng đang chồm lên sủa hỗ trợ cho chủ nhân đánh hổ. Kiểu cách những con hổ như vậy còn xuất hiện ở trên thân một chiếc bình trang trí hoa văn Đông Sơn hiện được trưng bày tại phần Việt Nam của Bảo tàng Guimet (Pháp). Tại phần vai rộng của chiếc bình này có một băng hoa văn thể hiện cảnh những con hổ nhởn nhơ bên cạnh đàn hươu nai. Một số trống đồng có vẽ chi tiết một con hổ quay ngược đầu với hướng truyền thống của đàn chim (ngược chiều kim đồng hồ) phản ánh sự phá vỡ quy chuẩn trang trí Đông Sơn. Hình hổ khá rõ ràng, một con quay đầu lại, mắt hổ được thể hiện bằng hình tròn có chấm ở giữa, trên thân có các chấm nhỏ tạo thành đường vằn ngang thân, bên trong vành chim và hổ này là một vành trang trí cảnh lễ hội mùa lúa. Những chiếc trống có hình hổ kể trên đều thuộc loại trống Đông Sơn muộn (từ khoảng thế kỷ II trước Công nguyên trở về sau).
Ngoài những hình hổ trang trí trên mặt phẳng, người Đông Sơn còn thể hiện hình tượng hổ thông qua việc tạo ra những khối tượng kim loại. Chiếc thạp đồng Đông Sơn tại khu mộ Vạn Thắng, trên nắp thạp hiển hiện bốn khối tượng hổ cắp mồi rất sinh động. Ở chuôi một thanh kiếm đồng Đông Sơn được khai quật ở vùng miền núi Nghệ An - Thanh Hóa do một người Pháp là Gallery Hioco sưu tầm cũng có một bức tượng hổ trong tư thế đang rón rén lại gần con mồi. Tại một địa điểm khảo cổ khác thuộc tỉnh Bắc Ninh có tên là Lãng Ngâm (huyện Gia Bình), các nhà khảo cổ học cũng đã phát hiện nhiều tấm đồng trổ thủng mang hình hươu và hổ. Sự xuất hiện hình ảnh loài hổ trong nghệ thuật Đông Sơn có liên quan đến quan niệm tôn thờ sức mạnh và sự nguy hiểm của loài vật này. Sự tôn thờ này tồn tại khá đậm nét trong số các bộ lạc và tiểu quốc người Ba Thục và người Việt ở vùng đất Dạ Lang, Tây Âu, Âu Lạc.

### Thời kỳĐại Việt
Con hổ là một đối tượng đặc biệt trong cuộc sống vật chất và tinh thần của người Việt Nam xưa nay cho nên các triều đại phong kiến coi hổ, rồng là những biểu trưng vương quyền, vì vậy hình ảnh hổ xuất hiện phổ biến và trang trọng nơi cung cấm. Từ thời nhà Đinh (968 - 979), hầu hết các vua chúa đều nuôi hổ để giải trí và làm đao phủ trừng phạt phạm nhân. Từ thời nhà Trần (1226 - 1400), những cuộc đấu giữa hổ với voi gọi là hổ quyền được tổ chức rầm rộ, đến thời Nguyễn được nâng lên thành lễ hội và tận năm 1904 mới chấm dứt.

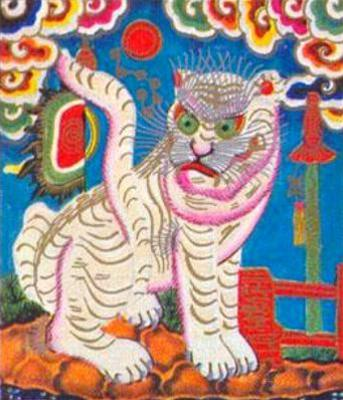
Tranh Bạch Hổ của Hàng Trống

Hình tượng con Hổ cũng xuất hiện liên tục trong thời kỳ phong kiến Việt Nam qua các triều đại kế tiếp nhau. Trong lịch sử, Từ thời nhà Đinh (968-978), sử sách có ghi chép lại việc các vị hoàng đế đều cho nuôi hổ để giải trí và làm đao phủ để trừng phạt các phạm nhân. Đại Việt sử ký toàn thư có chép về sự kiện Vua Đinh Tiên Hoàng muốn dùng uy chế ngự thiên hạ, bèn đặt vạc lớn ở sân triều, nuôi hổ dữ trong chuồng cũi, hạ lệnh rằng: Kẻ nào trái phép phải chịu tội bỏ vạc dầu, cho hổ ăn thịt và cũng trong thư tịch cổ này có đoạn viết: Tiên Hoàng Đế ban hành nhiều luật lệ rất khắt khe. Ngài đặt vạc dầu ở trước điện, nuôi hổ trong vườn, dựng cột đồng nung đỏ để trừng trị những kẻ gian ác và phản bội. 
Thời nhà Lý, trong Chiếu dời đô, Lý Thái Tổ có đề cập đến Đại La với thế rồng cuộn, hổ ngồi là nơi để dựng nghiệp đế vương muôn đời. Trong lịch sử phong kiến, có kể về Vụ án hoá hổ đây là một kỳ án còn có nhiều uẩn khúc và nhiều lý giải, về sự kiện Lê Văn Thịnh hoá hổ mưu hại vua, Đại Việt sử ký toàn thư chép: Bấy giờ vua ra hồ Dâm Đàm, ngự trên thuyền nhỏ xem đánh cá. Chợt có mây mù nổi lên, trong đám mù nghe có tiếng thuyền bơi đến, tiếng mái chèo rào rào, vua lấy giáo ném. Chốc lát mây mù tan, thấy trong thuyền có con hổ, mọi người sợ tái mặt, nói: "Việc nguy rồi!". Người đánh cá là Mục Thận quăng lưới trùm lên con hổ, thì ra là Thái sư Lê Văn Thịnh. Vua nghĩ Thịnh là đại thần có công giúp đỡ, không nỡ giết, đày lên trại đầu Thao Giang.
Thời nhà Trần so với thời Nhà Lý thì hình tượng con hổ hiện diện trong thời kỳ Nhà Trần (1226-1400) đậm nét hơn, dùng để phản ánh một xã hội, quốc gia thượng võ với lực lượng quân đội thiện chiến dũng mạnh đã từng lập nên nhiều chiến công hiển hách. Viên tướng Phạm Ngũ Lão đã so sánh quân đội nhà Trần đương thời khí thế như hổ báo qua bài thơ Thuật hoài với câu: Tam Quân tỳ hổ khí thôn ngưu (Ba quân khí thế mạnh như hổ báo nuốt trâu). Trước đó Hổ được nhắc đến trong bài hịch tướng sĩ của Trần Hưng Đạo với điển tích Lấy thịt mà nuôi hổ đói chỉ về sự tham lam của quân Nguyên Mông. Đầu tập Lĩnh Nam Chích Quái cũng nói đến tương quan giữa Thần Hổ và Thần Mộc Tinh. Hổ chính thức đi vào nghệ thuật tạo hình sớm nhất vào thời nhà Trần với những tượng hổ ở lăng Trần Thủ Độ, lăng vua Hiến Tông, hổ chạm ở bệ đá tại chùa Quế Dương (Hà Tây cũ) được lưu truyền đến những con hổ đá thời Lê ở Nam Kinh (Thanh Hoá).
Cũng trong thời kỳ nhà Trần tinh thần thượng võ, chuộng bạo lực được thể hiện qua hành vi của các quý tộc thích đánh nhau để chứng tỏ sức mạnh, địa vị, tục xăm mình ngày càng thịnh hành, việc rèn luyện thao trường, các hội thề được phổ biến thì các vị hoàng đế cũng thích nuôi nhiều hổ để đấu với voi xem đó làm tiêu khiển, ở thời kỳ này thì các trận quyết đấu này chỉ giới hạn trong Hoàng thành. Sử cũ cho biết vua Trần Nhân Tông có một thú vui là được xem quân lính đấu với hổ vì thế ông đã cho làm chuồng đấu hổ ở Vọng Lâu. Và trong thời nhà Trần từng diễn ra sự kiện một con hổ đã gây kinh hoàng đến vị vua này, theo đó thì có tù trưởng vùng sơn cước dâng triều đình một con hổ lớn vằn đen vàng, lưng thẳng, bụng thon. Vua Trần Nhân Tông bèn cho tổ chức buổi đấu hổ trước Vọng Lâu với sự tham gia của Hoàng hậu, phi tần và các quan trong triều. Bảo Thánh Hoàng hậu thấy chuồng cũi không an toàn, vô cùng lo lắng nên gọi viên tổng quản nhắc nhở: Ông cho kiểm tra cái cũi này chưa? Con hổ to lớn dữ dằn đấy. Hôm nay, bệ hạ đến ngự xem, ông phải rất cẩn thận mới được. Viên tổng quản đáp: "Bẩm Hoàng hậu, đây là con hổ mới được đưa vào cung, thần đã lo liệu đầy đủ cả. Xin lệnh bề trên cứ yên tâm".
Một lúc sau, quân lính khiêng một cũi sắt nữa vào chuồng đấu. Nhưng sự thực thì con hổ đã bị bỏ đói mấy hôm, khi thấy đông người, hổ nhe nanh gầm gừ đe dọa. Trong khi tất cả đang hào hứng chuẩn bị xem màn đấu hổ thì bất ngờ con hổ thoát ra khỏi cũi rồi nhảy lên, lao về phía chỗ ngồi của vua Trần Nhân Tông cùng Hoàng hậu, phi tần và bá quan văn võ. Mọi người đứng chết lặng trong giây lát rồi hoảng sợ bỏ chạy, duy có Bảo Thánh tiến lên phía trước, xả thân che cho nhà vua, đối diện hổ dữ. Không hiểu vì khiếp sợ uy lực của bà hay vì lý do nào đó mà con hổ chỉ lúc lắc cái đầu, nhìn Hoàng hậu một lúc, rồi quay đi, nhảy xuống chuồng thú).
Sách Đại Việt sử ký toàn thư viết về chuyện này như sau: Thượng hoàng (tức Trần Nhân Tông) thường làm chuồng hổ ở thềm Vọng Lâu rồi sai quân sĩ đánh nhau với hổ. Có lần Thượng hoàng ngồi xem, Thái hậu (tức Bảo Thánh) và phi tần đều theo hầu. Vì thềm lầu thấp, chuồng và thềm cũng thấp, con hổ bỗng nhảy ra khỏi chuồng leo lên lầu, mọi người đều sợ chạy tan cả, duy chỉ còn có Thái hậu và bốn, năm người thị nữ vẫn ở đấy. Thái hậu nghĩ bụng không khỏi bị hại, mới lấy chiếu che cho Thượng hoàng và cả mình. Con hổ lên lầu kêu gầm rồi vội vàng nhảy xuống, không vồ hại ai cả. Sử thần Ngô Sĩ Liên khi nhắc đến Bảo Thánh đã ca ngợi rằng: Voi và hổ là bậc hung dữ, ai cũng phải sợ, thế mà lúc voi, hổ hung tợn làm ngang, Hoàng hậu vẫn thản nhiên không sợ. Hoàng hậu thực sự là một anh hùng trong đám nữ lưu vậy (Đại Việt sử ký tiền biên).
Theo Đại Việt sử ký bản kỷ chép: Khâm Từ Bảo Thánh Hoàng Thái Hậu là vợ Trần Thánh tông thượng hoàng. Thượng hoàng thích xem đấu hổ. Một hôm, ngồi trên vọng lâu, sai quân sĩ tổ chức thả hổ ra đấu với voi. Thái hậu cùng các phi tần ngồi xem cùng thượng hoàng. Cửa chuồng hổ mới mở, hổ bất ngờ nhảy lên vọng lâu. Các quan văn võ đều sợ hãi, bỏ chạy tán loạn, chỉ còn trơ Thượng hoàng và hoàng thái hậu. Thái hậu không biết làm cách nào, vội vàng lấy tấm chiếu lót dưới chân vua bao quanh che cho Thượng hoàng và mình. Hổ trèo lên lầu nhìn chung quanh không thấy ai, gầm thét dữ dội và lao xuống. Thượng hoàng và thái hậu vô sự. Một lần khác, Thượng hoàng Trần Thánh Tông ngồi trên điện Thiên An xem đấu voi. Hôm ấy, con voi hung tợn này chưa gặp được hổ, nhưng đã hăm hở rống lên và xông lên điện, quần thần tả hữu một phen mất vía, may có đội ngự vệ binh cầm giáo chĩa ra che chở nên voi rút lui, thượng hoàng và thái hậu bình an.
Đời hậu Lê, trường hổ quyền - đấu hổ - ở kinh đô Thăng Long, trước sân đấu võ. Các quan võ sợ hổ làm dữ có thể nguy hiểm đến tính mệnh mọi người và để bảo vệ loài voi quý có ích cho chiến trận nên cùng bàn với quan phủ liêu ngầm sai người dùng kìm cắt hết móng vuốt của hổ một tuần trước trận đấu. Vì vậy, chỉ đấu độ vài ba hiệp, hổ đã bị voi gục  Thời Nhà Lê có lưu truyền câu chuyện về một con hổ có nghĩa. Con hổ này được Nguyễn Hợp, cha của danh tướng Nguyễn Xí nuôi từ nhỏ, khi con hổ này lớn lên thì được giao nhiệm vụ canh giữ đơm tôm cá ở đập Hạng và lò muối để phòng chống ăn trộm, sau đó lúc đêm đó trời tối, trời chuyển mưa, khi ông trở về nơi đặt đó thì con hổ đang canh chừng ở đó phát hiện ra và lầm tưởng có kẻ gian đang ăn trộm cá của chủ mình, hổ liền lao thẳng vào vồ khiến ông Hội chết ngay tại chỗ. Sau khi vồ chết người, con hổ mới nhận ra đó là ông chủ của mình. Nó liền vác ông lên lưng cõng vào khu Đồng Lầm, thuộc làng Mượu Nậy rồi bới đất để an táng cho chủ. Ngày hôm sau, gia nhân và bà con làng xóm bủa đi tìm thì tìm thấy xác đã được hổ chôn lấp tại Đồng Lầm. Con hổ nằm canh giữ bên cạnh mộ và nhe răng và gầm gừ nhất quyết không cho mang xác chủ đi. Gia đình tìm cách đưa thi hài đến nơi khác an táng, nhưng ban đêm hổ lại mang xác cụ về vùi lấp ở chỗ cũ. Sau khi ông Hội chết được 100 ngày thì con hổ bỏ đi vào núi Riềng, thuộc xã Nghi Thiết ngày nay. Tuy vậy vào giỗ đầu của ông, trước ngày làm giỗ 1 ngày, hổ tinh đã tha về một con lợn rừng khoảng 50 – 60 kg đặt giữa sân rồi chạy vào rừng. Cứ thế, đều đặn hàng chục năm trời năm nào cũng vậy trước ngày giỗ của ông Hội hổ tinh lại vác lợn rừng về để con cháu làm giỗ cho ông, cho đến khi con hổ già và chết mới thôi.
Trong văn hóa người Việt còn lưu truyền câu chuyện trước đó về việc Phùng Hưng đánh hổ. Theo đó có một thời ở vùng Đường Lâm, Hà Tây có một con hổ dữ từ rừng về giết người, bắt gia súc, Phùng Hưng liền làm con bù nhìn bằng rơm, cho mặc quần áo như người thật, đặt ở nơi hổ thường xuất hiện. Hổ đi qua thấy bù nhìn tưởng người, lao vào cắn xé nhưng chỉ có cọc gỗ độn rơm. Vài lần như thế, hổ không còn chú ý tới bù nhìn rơm nữa. Một hôm trời chập choạng tối, Phùng Hưng cởi trần, thân đóng khố, trát bùn khắp người đứng thế vào chỗ hay đặt bù nhìn rơm. Khi hổ xuất hiện, hơi bùn non át hơi người nên hổ không phân biệt được, cứ rảo bước qua như mọi lần. Phùng Hưng bất ngờ xông tới nhảy lên mình hổ, ghì chặt con mãnh thú, sau một hồi người hổ vật nhau, hổ đuối sức, Phùng Hưng giáng một cú đập vỡ sọ hổ. Sau này, Những câu chuyện dân gian lưu truyền sau này chuyện hổ cõng lợn về góp giỗ tại đình Tổng, hàng năm, từ tờ mờ sáng mùng một tháng hai, dân làng lần nào cũng thấy giữa sân đình một con lợn to, đứng im một chỗ, và đồn lên về huyền thoại huyền thoại Hổ cõng lợn góp giỗ Phùng Hưng

### Nhà Nguyễn

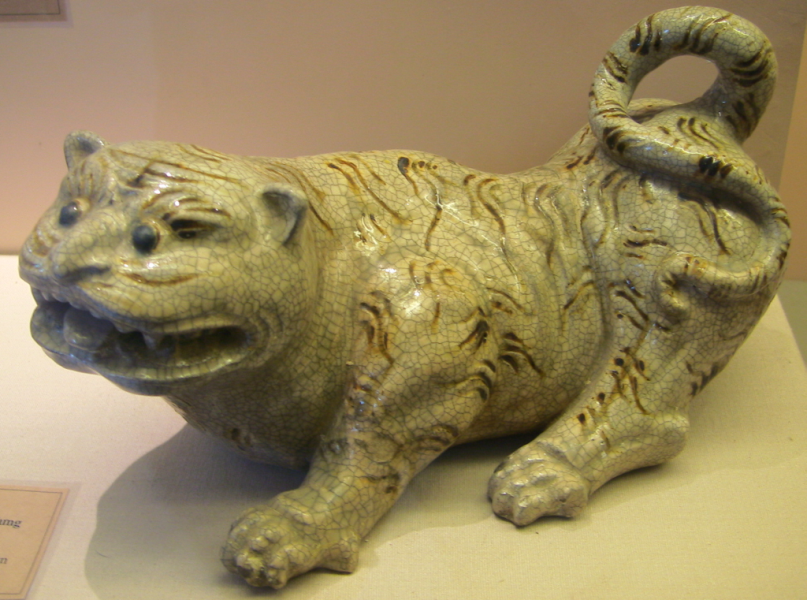
Tượng gốm hổ thời nhà Nguyễn

Vào thời kỳ nhà Nguyễn, hình ảnh con hổ cũng trở nên phổ biến gắn với sự hình thành và kiện toàn nhà nước phong kiến chuyên chế quân chủ tập quyền ở Việt Nam, Truyền thuyết kể rằng, lúc Nguyễn Ánh bị nhà Tây Sơn truy lùng, gặp hoàn cảnh ngặt nghèo, hết cả lương thực, may nhờ có thịt thú rừng do hổ tha tới tiếp tế mỗi ngày mà sống. Về sau, khi lên ngôi vua, ông đã cho lập miếu thờ tại vùng Mô Xoài thuộc tỉnh Bà Rịa để tạ ơn. Dân gian thường gọi là miếu Ông Hổ. Tục truyền, vua còn ban lệnh cấm giết hổ. Nếu kẻ nào lỡ tay giết chết hổ thì bị phạt 30 trượng. Còn nếu bắt sống thì được thưởng 30 quan tiền. Cũng vì lệ này mà hổ còn được gọi là Ông Ba Mươi.
Nhà Nguyễn đã cho xây dựng đấu trường bên bờ sông Hương gọi là Hổ Quyền để cho voi và hổ đấu nhau trước sự chứng kiến của vua quan và dân chúng kinh thành. Hổ quyền là tên gọi một đấu trường là chuồng nuôi hổ Hổ Quyền là một di sản văn hóa độc đáo, một đấu trường không hề có ở bất cứ nơi đâu trên thế giới: đấu trường của voi và hổ. Nó là một phần quan trọng của di tích văn hóa lịch sử ở Cố đô Huế. Dưới triều Nguyễn, chính nơi đây đã diễn ra những cuộc tử chiến vô cùng ác liệt giữa voi và hổ nhằm tế thần trong ngày hội và phục vụ nhu cầu giải trí, tiêu khiển cho vua, quan và dân chúng. Trong cuộc quyết đấu đầu tiên giữa voi và hổ năm 1750 tại cồn Dã Viên trên sông Hương, 40 con voi đã giết chết 18 con hổ trước sự chứng kiến của chúa Nguyễn Phúc Khoát và triều thần ngồi xem trên 12 chiếc thuyền. Đây là trận đấu kinh hoàng, khủng khiếp và đẫm máu nhất.
Những trận tử chiến giữa voi và hổ thường mỗi năm tổ chức một lần. Những trận đấu không chỉ để vui xuân mà cốt huấn luyện cho voi tập dượt thêm can đảm khi lâm trận và ngoài ra còn nhằm để tế thần trong ngày hội và phục vụ nhu cầu giải trí tiêu khiển cho nhà vua, hoàng tộc và quan lại. Trước mỗi trận đấu, hổ đều bị cắt nanh, bẻ vuốt, và buộc chặt vào cột cho nên voi luôn giết chết và chà nát hổ, tuy nhiên tai nạn đôi khi vẫn xảy ra vì hổ chiến đấu vô cùng dũng mãnh. Sau này, để bảo đảm an toàn, năm Canh Dần 1830, vua Minh Mạng đã hạ chiếu cho xây dựng một đấu trường lớn gần đồi Long Thọ phía tây kinh thành Huế lấy tên là Hổ quyền.
Những mô tả của sử sách và ghi chép của người Phương Tây đã tái hiện cảnh chiến đấu đẫm máu giữa voi và hổ, một trận chiến có tính bất công dành cho loài hổ, tuy nhiên qua những ghi chép này cũng có thể thấy sự hung hãn và nguy hiểm của con hổ trong điều kiện hoàn toàn bất lợi. Những chi chép mô tả về trình tự trận đấu khi ba tiếng trống lệnh đánh lên thì cửa chuồng hổ mở toang, một con hổ vằn loang lổ nhảy vọt ra, ngoảnh nhìn trừng trừng bốn phía rồi gầm lên vang dội. Bên kia, voi ngần ngại chần chừ chưa xông ra. Quân tượng phải lấy búa đánh thúc voi xông trận. Thấy voi, hổ hung hăng sấn lại, tung mình bấu vào cổ voi mà cấu xé. Voi chạy quanh lựa thế, lấy vòi lôi hổ xuống, định đưa chân dẫm lên mình cọp. Nhưng càng đấu, hổ nhanh nhẹn tránh khỏi. Hai bên hăng máu hăm hở vật lộn nhau mãi. Voi khỏe, hổ nhanh, hai bên không bên nào chịu kém. Đấu gần hai tiếng đồng hồ, có khi kéo dài đến trưa, đợi khi hổ yếu dần, voi lừa thế ép hổ vào tường, đưa vòi quật hổ rồi tung hổ lên cao, đưa ngà đón hổ. Hổ rơi xuống, voi lấy chân đá hổ, rồi cả thân mình voi nặng như núi Ngự Bình dẫm lên đè nát hổ. Dân chúng hò reo hoan hỉ, vì nghĩ voi là con vật có công với nước, đã hạ được hổ thì vỗ tay reo mừng.

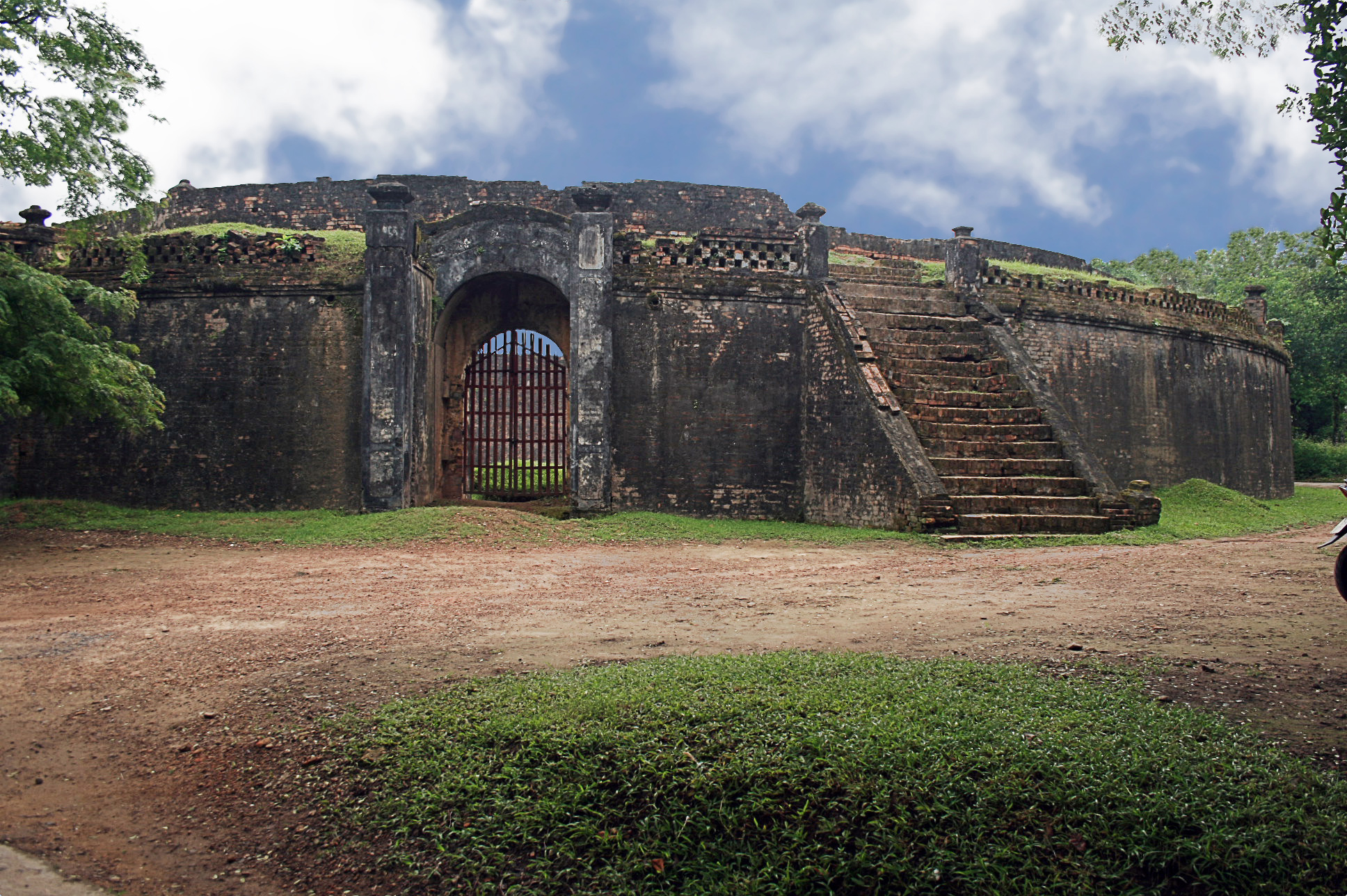
Hổ Quyền, đấu trường diễn ra những trận đánh giữa hổ và voi

Theo Michel Chaigneau trong cuốn Souvenirs de Huế thì trước khi đấu bao giờ cũng dũa móng vuốt của hổ hoặc bọc chân hổ trong những túi da dày để tránh nguy hại đến voi và khán giả. Kết quả cuộc đấu voi - hổ bao giờ cũng ấn định theo ý người tổ chức đó phải là voi thắng hổ, voi được quyền ưu tiên, còn hổ thì ngược lại, bị tước đi vũ khí lợi hại. Khi vào cuộc đọ sức, voi đã được chăm sóc bồi dưỡng chu đáo, có quản tượng điều khiển, có vài người lính cầm vũ khí ngồi trên bảo vệ, hỗ trợ. Còn hổ đã bị nhốt lâu ngày, ăn uống kém, răng nanh bị bẻ, miệng bị khâu lại, móng bị cắt hết, chân bị đút vào túi da kín, cổ phải mang xích sắt buộc chặt vào cọc đấu trường. Dù vậy, sự việc không diễn ra dễ dàng thuận lợi cho voi do với sự hung hãn của mình, trong những trận chiến, khi bắt đầu, hổ gầm gào vang động, nhảy dựng lên, mắt trừng làm voi sợ hãi lùi. Quản tượng phải dùng búa đánh thúc voi tiến lại. Hổ hung hăng, lồng lộn xông về phía voi nhưng bị dây xích gìm giữ, khi voi đến gần, hổ bất ngờ tót lên đầu voi tấn công quản tượng và mắt, tai, cổ voi. Voi luống cuống hất hổ ngã nhào xuống đất, hổ nhanh chóng bật dậy, bám vào vòi voi, voi giũ vòi. Móng vuốt đã bị cắt, chân lại bị đút vào túi da nên được một lúc hổ bị tụt khỏi ngà voi rắn chắc và ngã xuống đất. Quản tượng điều khiển voi xông lại dùng chân và cặp ngà tấn công hổ. Cuộc chiến đấu giằng co kéo dài. Nếu hổ chưa chết mà con voi thứ nhất tháo chạy, thì con voi khác vào đấu tiếp với hổ cho đến khi hổ chết.
Nhưng nếu một con hổ khỏe mạnh mới bị bắt ở rừng về còn hung hăng thì dẫu có bẻ răng cưa móng vẫn còn nguy hiểm. Chính Michel Chaigneau đã chứng kiến một sự xảy ra dưới thời Gia Long. Có một trận đấu mà con hổ to lớn khác thường và khi cửa chuồng vừa mở, nó đã vọt như một mũi tên ra xa, kề sát bên voi, quật ngã ngay quản tượng. Voi như mất phương hướng vì không có người điều khiển, quay đầu chạy đạp lên người quản tượng, lúc này con voi thứ hai được đưa ra đấu trường, trên lưng voi có mấy binh sĩ cầm khí giới bảo vệ voi và quản tượng. Hổ vờn vài hiệp, thấy thế cố xé rào tìm lối thoát. Ba bốn khán giả bị hổ vồ cấu xé bị thương. Viên võ quan chỉ huy thấy vậy, ra lệnh phóng giáo giết hổ. Các vệ binh kéo xác con hổ bị thương vào giữa đấu trường cho ba bốn con voi lấy vòi tung lên như quả bóng rồi dẫm nát.
Ngoài việc đấu voi với hổ thì sử sách vẫn chép về việc đấu giữa người và hổ. Theo Lê Đình Chân trong cuốn Cuộc đời oanh liệt của Tả quân Lê Văn Duyệt thì khi Lê Văn Duyệt giữ chức tổng trấn thành Gia Định, một hôm, có sứ thần Xiêm La ngồi trên vọng đài xem các võ sĩ ta đấu với hổ. Dân chúng thành Gia Định chen chúc nô nức đến xem. Lệnh của Tả quân là chỉ được bắt sống. Nhưng võ sĩ Lê Văn Khôi gặp con hổ dữ đã bị nó chồm lên và tát ngay vào gáy. Ông này né mình đánh một côn sắt vào hổ, hổ ngã lăn giãy giụa một lúc rồi chết. Sứ thần Xiêm La tấm tắc khen ngợi. Nhưng Tả quân tức giận truyền cho quân sĩ bắt trói chịu tội. Lê Văn Khôi đến trước vọng đài cúi đầu xin tha tội vì đã giết lỡ hổ mà lệnh chỉ bắt sống. Võ sĩ xin đấu lại để chuộc tội, Tả quân đã bớt giận, truyền lính thả hổ khác cho Khôi bắt sống. Cuộc tỉ thí lần này thật hồi hộp, vờn nhau với hổ dữ, Khôi đã dùng miếng võ hiểm đá vào hàm dưới của hổ bất ngờ. Hổ đau quá, nằm lăn ra. Khôi lấy cuộn thừng giắt trong mình trói lại, trước khán đài xin chuộc tội. Sứ thần không dứt lời khen dũng sĩ đấu với hổ. Tả quân Lê Văn Duyệt trả lời rằng: Bọn quân sĩ dưới trướng tôi đều như thế cả, có gì mà đại nhân phải ngợi ca.
Đến cuối đời Tự Đức, hổ quyền mới bãi bỏ nhưng trận đấu cuối cùng diễn ra ở nơi đây vào 1904 dưới thời vua Thành Thái.
Trong dân gian, vào thời này, trong dân gian cũng lập am, miếu thờ những con hổ hung dữ hại người hoặc những con hổ được truyền miệng là linh thiêng. Chẳng hạn như ở Miếu thờ Bạch Hổ ở đình Tân Lộc Đông ở Cần Thơ, con Bạch Hổ còn gắn liền với truyền thuyết về con cọp trắng thường lội qua sông đến ở cù lao Tân Lộc vào mùa nước nổi những năm 1780 - 1800. Hiện nay, miếu thờ Bạch Hổ vẫn còn ở chùa Ông Đạo Xuân, đình Tân Lộc Đông. Hằng năm, vào ngày vía Bà Chúa Xứ, người dân địa phương vẫn tổ chức cúng, dâng tờ cử xin Bạch Hổ bảo vệ dân làng. Cũng ở Cần Thơ có miếu cổ Long Tuyền thờ Thần Hổ từ năm 1844 và gắn liền với giai thoại địa phương về vùng này có một con cọp tu lâu năm, tánh linh như người, nó nghe được lời cầu khấn của một phụ nữ có thai, khi người phụ nữ này trở dạ thì nó đã bắt một bà mụ (người đỡ đẻ) về giúp cho phụ nữ này, sau đó nó bắt một con heo rừng (trên thân heo đầy vết móng cọp) để trả lễ. Hai phụ nữ này rằng đó là hổ thần bảo vệ dân làng và cùng dựng một ngôi miếu để thờ Thần Hổ. Ngoài ra, cư dân địa phương còn truyền tụng rất nhiều giai thoại khác liên quan đến việc Thần Hổ cứu người khi gặp hoạn nạn. Khi hổ chết, dân làng tiếc thương lấy thi thể làm tượng cốt đặt trong miếu thờ.
Ở đình Võ Lâm,tỉnh Kon Tum có thờ hình con bạch hổ được chạm khắc ở ngay bình phong vào chính điện thờ, bạch hổ ở đây không chỉ trừ tà mà còn ngăn ngừa được ma rừng theo quan niệm của người bản địa, điều này xuất phát từ câu chuyện một con bạch hổ ba chân, nó vốn hung bạo ở rừng này, đã tấn công và ăn thịt tất cả các loài thú. Khi thiếu mồi, nó còn tấn công cả người. Một khi bạch hổ đã ăn thịt người thì nó càng hung tợn, càng dữ hơn bất cứ loài thú ác nào từ rừng đi vào chùa. Con bạch hổ này đi về chùa để nghe tụng kinh và từ khi về chùa Bác Ái nghe kinh Phật, xung quanh chùa thú dữ tránh đi hết, trong vùng không còn xảy ra các chuyện như người bị hổ vồ, hay thú dữ tấn công vật nuôi của làng Võ Lâm. Những bản làng người Mường ở miền tây Thanh Hóa, kéo dài từ vùng Thạch Thành lên đến Quan Hóa, Mường Lát, ngoài việc thờ cúng tổ tiên, thần rừng, thần núi, thì họ còn cúng Ông Hổ tượng trưng cho thần rừng, đặc biệt người dân còn lập miếu thờ một con hổ gọi là Thần hổ xám khổng lồ hung dữ, chuyên ăn thịt người, người dân còn đồn rằng, năm nào không cúng hổ thần, mùa màng sẽ thất bát, lúa trồng chẳng thành hạt, cây cối chẳng chịu trổ hoa.
Ở vùng Phú Yên còn có câu chuyện về hang hổ, gắn liền với câu chuyện thầy tu đả hổ, trước khi thầy tu này đến, hổ sống rất nhiều ở trong và xung quanh hang. Ngày ngày, dân sống dưới chân núi luôn khiếp sợ bởi tiếng gầm hú ghê rợn của hổ. Không ít người vì mải mê săn bắn thú rừng mà bỏ mạng dưới nanh vuốt của hổ dữ. Từ ấy, dân quanh vùng không ai dám bén mảng đến gần hang hổ. Mãi cho đến khi vị thầy tu xuất hiện và sống ở đó, người dân mới an tâm làm rẫy, săn thú. Theo lưu truyền, vị thầy tu đã làm cho bầy hổ trở nên thân thiện với người dân. Để nhớ ơn, khi ông qua đời, dân lập miếu thờ ông Tạ Từ ngay trong hang, nay đã không còn dấu vết. Khi vị thầy tu mất, thì hổ tái chiếm hang, những bầy hổ bỏ đi nơi xa cũng quay trở lại. Tại tỉnh tỉnh Quảng Ngãi, có câu chuyện bạch hổ và đôi rắn khổng lồ, theo đó một người già nằm mơ thấy một con hổ trắng đến bảo rằng Ta là bạch hổ coi ngó xứ này. Nay ta giao giấy tờ trông coi đình lại cho ông rồi từ nay trở đi vào núi tu hành, không coi đình và xứ này nữa. Từ đó dân làng cúng đầu heo không bị mất như ngày trước.

### Thời hiện đại

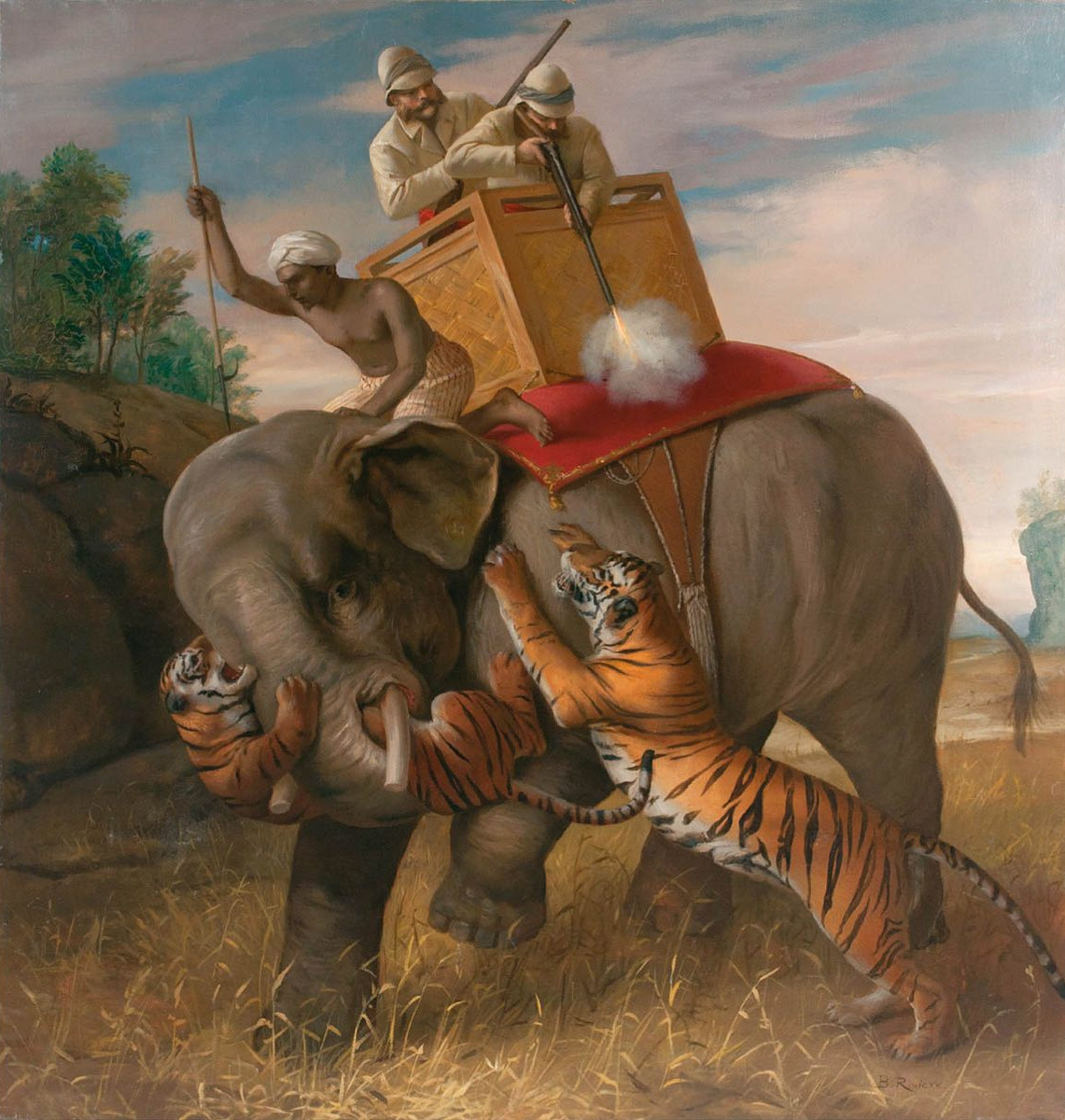
Chiến tranh Đông Dương là một trận chiến giữa hổ và voi (Hồ Chí Minh)

Trong chiến tranh Việt Nam, con hổ đã là hình tượng để ví von cho quân đội nhân dân Việt Nam với cách đánh theo kiểu du kích, dựa vào núi rừng để tiêu hao sinh lực địch, đây chính là luận điểm trong Tư tưởng Hồ Chí Minh về quân sự.
| “             | Nó sẽ là một cuộc chiến giữa voi và hổ. Nếu hổ đứng yên thì sẽ bị voi dẫm chết. Nhưng hổ không đứng yên. Ban ngày nó ẩn nấp trong rừng và ra ngoài vào ban đêm. Nó sẽ nhảy lên lưng voi, xé những mảnh da lớn, và rồi nó sẽ chạy trở lại vào rừng tối. Con hổ sẽ tiếp tục tấn công cho đến khi con voi sẽ chảy máu đến kiệt sức và chết. Cuộc chiến tranh ở Đông Dương sẽ như vậy. | ” |
| — Hồ Chí Minh | |   |

Ngày nay, hình ảnh con hổ đã trở thành biểu tượng cho sự khát vọng, mong muốn của người dân Việt Nam về một nền kinh tế hùng cường, có tầm ảnh hưởng và một xã hội thịnh vượng với hình tượng hóa hổ. Nhiều người Việt Nam, các nhà quản lý và nhiều chuyên gia kinh tế trong và ngoài nước đều nhận định cùng mong muốn kinh tế Việt Nam sẽ chuyển biến trở thành một con hổ mới của châu Á hay một con hổ mới về giáo dục và đào tạo ở châu Á, nhiều người Việt Nam còn mong muốn Việt Nam sẽ là con hổ của thế giới trong 15 - 20 năm sau khi đổi mới và nhiều người khác mong rằng Việt Nam sẽ là con hổ châu Á
Bên cạnh đó, quan niệm thái quá của con người khiến hổ ở Việt Nam từ xưa đã bị săn bắt ráo riết chẳng kém gì ở những nơi khác trên thế giới, có những người chuyên nghề dọi dấu (tìm dấu vết hổ) của làng Tịnh Yên Đông Tây chuyên đi săn hổ, Săn hổ ở đây đã trở thành nghề cha truyền con nối. Thậm chí đến nay, ở vùng biên giới Quảng Trị - nơi mà người ta tàn sát hổ, coi hổ như kẻ thù và tổ chức săn bắt như ở Làng Thủy Ba. Do hổ thường xuyên thâm nhập vào các bản làng của con người bắt gia súc như trâu bò dê heo và ăn thịt người dân, đây được coi là trận chiến giữa người với mãnh thú mà còn là câu chuyện kể về sức mạnh của người dân Việt chống loài ác thú và chống ngoại xâm… chính quyền, triều đình phong kiến trước đó còn tặng thưởng cho những người săn hổ công với giá trị y học và kinh tế mà hổ đem lại như xương hổ để nấu cao hổ cốt, da hổ để trang trí, bộ móng vuốt, răng của hộ để đeo như những trang sức, pín hổ để tăng cường sinh dục, còn được dùng để trưng bày hoặc làm thành các sản phẩm lưu niệm, điều này dẫn đến những cuộc săn hổ, tàn sát loài hổ.
Ở Việt Nam có tập quán đi săn Hổ của người Sán Dìu, từ xa xưa, người Sán Dìu thường đi săn thú rừng nói chung và săn Hổ nói riêng lấy thịt để cải thiện bữa ăn trong gia đình. Họ thường tổ chức đi săn vào dịp nông nhàn, dịp đầu xuân mới hoặc khi phát hiện được con thú lớn là Hổ đi kiếm ăn. Dụng cụ đi săn Hổ chủ yếu là súng kíp, ngoài ra mỗi người đi săn có thêm 1-2 con chó săn đi cùng để hộ người quây đuổi thú. Nếu bắn được con Hổ to thì đem về nhà người trực tiếp bắn trúng để làm thịt, và cúng báo mời tổ tiên về ăn mừng để cầu xin tổ tiên phù hộ độ trì cho lần sau đi săn bắn được nhiều con Hổ và an toàn hơn. Sau khi cúng xong, họ lấy thịt Hổ ra để chia phần cho người trực tiếp bắn trúng được riêng một vai, đầu và bốn chân, số thịt còn lại chia đều cho những người đi săn, nếu ai có chó đi săn cùng thì được thêm nửa phần của người đi săn. Nếu bắn được Hổ nhỏ thì họ sẽ không chia phần, mà chỉ mang về nhà người trực tiếp bắn trúng, làm thịt, không phải cúng tổ tiên rồi liên hoan một bữa vui vẻ, chúc mừng nhau lần sau sẽ săn được một con Hổ to hơn. Món thịt Hổ cũng được người Sán Dìu coi là món đặc sản từ lâu đời, đặc biệt là kiểu chế biến món ăn thịt Hổ kiến đốt, người Sán Dìu biết dùng phổi của con Hổ để làm thuốc chữa bệnh ho lao rất hiệu nghiệm. Nếu săn được con Hổ và dịp dầu xuân thì người ta tin rằng năm ấy sẽ có sức khoẻ như Hổ, và luôn gặt hái được nhiều thành công, may mắn. Câu chuyện đầu xuân về tập quán đi săn Hổ và những món ăn đặc sản, những vị thuốc Nam được chế biến từ thịt Hổ là nét đẹp trong sinh hoạt văn hoá tinh thần của người Sán Dìu.

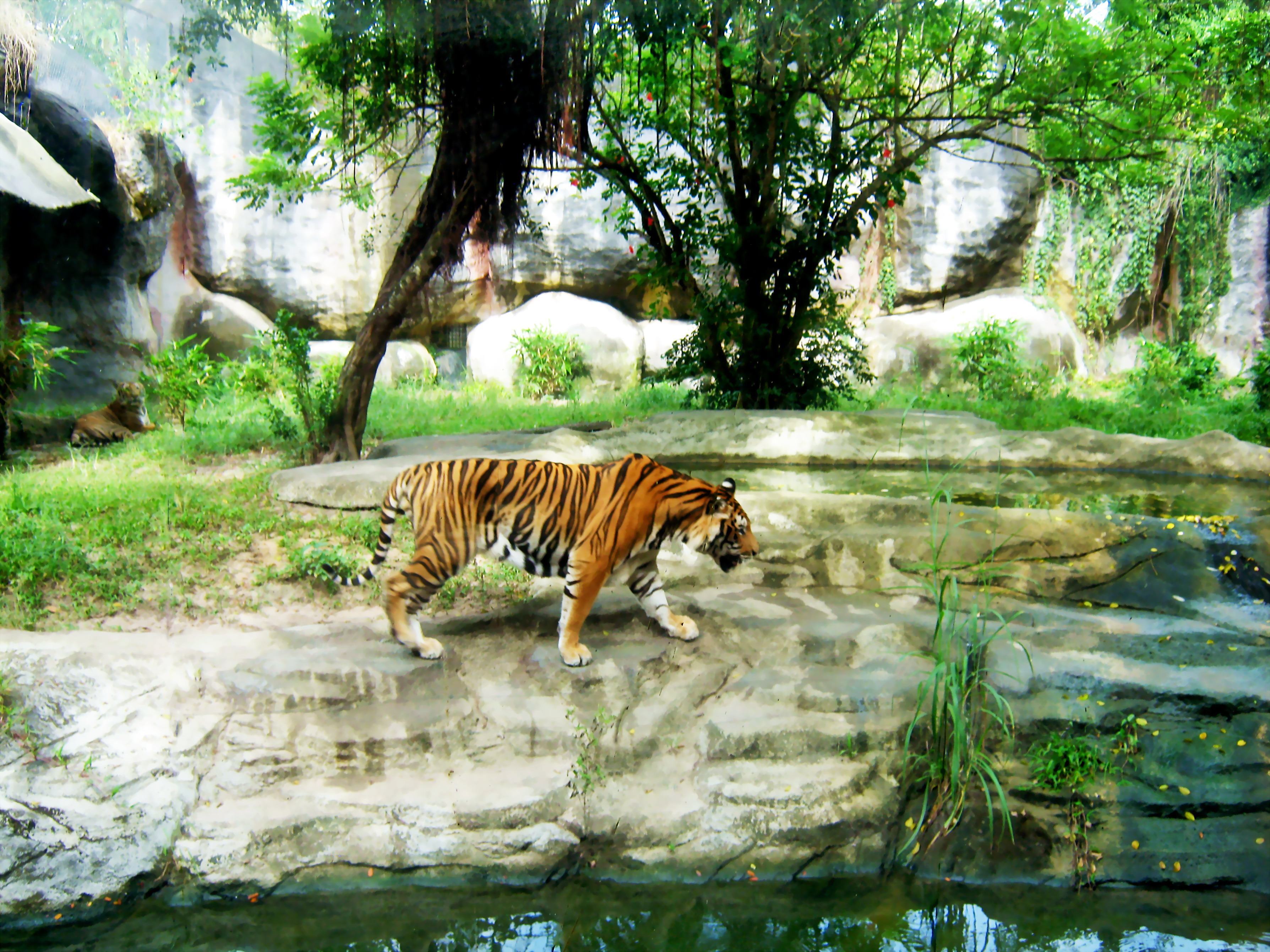
Hổ đang nuôi nhốt ở Việt Nam

Tại Việt Nam, hổ bị buôn bán trái phép chủ yếu sử dụng trong các loại sản phẩm được cho là thuốc như cao hổ cốt, rượu hổ cốt. Ngoài ra, thịt, da của chúng được dùng để trưng bày hoặc làm thành các sản phẩm lưu niệm, Việt Nam vẫn là điểm nóng buôn bán hổ từ các quốc gia Đông Nam Á sang Trung Quốc, đồng thời để phục vụ nhu cầu trong nước. Tại thị trường chợ đen giá 2,5 - 3 triệu đồng/kg hổ, còn giá cao hổ cốt lên tới 7 - 8 triệu đồng/lạng. Số lượng hổ giảm nhanh chóng, cả nước Việt Nam ước chừng 200 con hổ hoang dã và 95 con trong các vườn thú, trại chăn nuôi. Bình Dương đang có nhiều nhất với một số chủ doanh nghiệp tỉnh này nuôi tổng cộng tới 63 con hổ trong đó có 3 chủ nuôi gồm một người nuôi 23 con, hai người còn lại mỗi người nuôi 09 con, chính quyền từng định tịch thu toàn bộ số hổ đang nuôi nhốt bất hợp pháp, giao cho tổ chức có chức năng nuôi nhằm bảo tồn nhưng gặp phải sự phản đối, nhiều người dân cho rằng nên để các chủ cơ sở được tiếp tục nuôi hổ vì mục đích bảo tồn. Ngoài ra ở Thanh Hóa hiện nay còn có trang trại nuôi dưỡng 11 cá thể hổ trưởng thành, con to nhất nặng trên 150 kg (Thức ăn của hổ chủ yếu là thịt lợn, thịt gà. Trung bình mỗi ngày hổ ăn hết khoảng 5 kg thịt lợn, thị gà). Ngoài ra, tại Khu du lịch Đại Nam còn có nuôi một số cá thể hổ Đông Dương. Bên cạnh đó, còn phát hiện được bốn con hổ trưởng thành tại điểm nuôi nhốt hổ trái phép tại xã Đô Thành (huyện Yên Thành, Nghệ An) trong căn phòng chưa đầy 15m2 của một hộ dân, có tới bốn con hổ một phát hiện khác cho thấy còn có khoảng trên chục hộ cũng làm nghề này trong đó chính quyền đã bắt và xử lý 02 cá thể hổ để đưa về Khu Du lịch sinh thái trại bò ở xã Diễn Lâm (Diễn Châu). Nơi đó, hiện đang nuôi hàng chục cá thể hổ và nhiều động vật hoang dã khác.
Ngay từ năm 1963, Nhà nước Việt Nam đã ban hành sắc lệnh bảo vệ hổ. Những năm gần đây, nhiều biện pháp cụ thể cũng được thực hiện như ban hành Nghị định, Quyết định, Thông tư, Chỉ thị về cấm săn bắt, buôn bán hổ và tiến hành xử lý nghiêm những kẻ vi phạm, lập nhiều khu bảo vệ, rừng cấm, phối hợp với WWF khảo sát, tạo môi trường sống thuận lợi tại những nơi hổ thường xuất hiện như Mường Nhé, Vụ Quang, Cát Lộc, Nam Cát Tiên. Chính quyền Việt Nam từng có dự án chi 49 triệu USD để bảo tồn hổ trong một dự án nhân đôi đàn hổ hoang dã ở Việt Nam trong 10 năm, theo tính toán, chi phí cho việc nuôi một cá thể hổ đến tuổi trưởng thành tốn gấp 250 lần so với bắt một con trong hoang dã, trung bình mỗi con hổ cần không dưới 400 ha sinh cảnh rừng đặc dụng, nơi có nhiều loại thú khác nhau cùng tồn tại. Năm 2011, Ngày Quốc tế Hổ lần đầu tiên tổ chức tại Việt Nam với nhiều hoạt động thiết thực nhằm nâng cao nhận thức về việc bảo vệ loài vật đang có nguy cơ bị tuyệt chủng, Hoạt động này sẽ diễn ra hằng năm trên toàn thế giới

## Thành ngữ về hổ

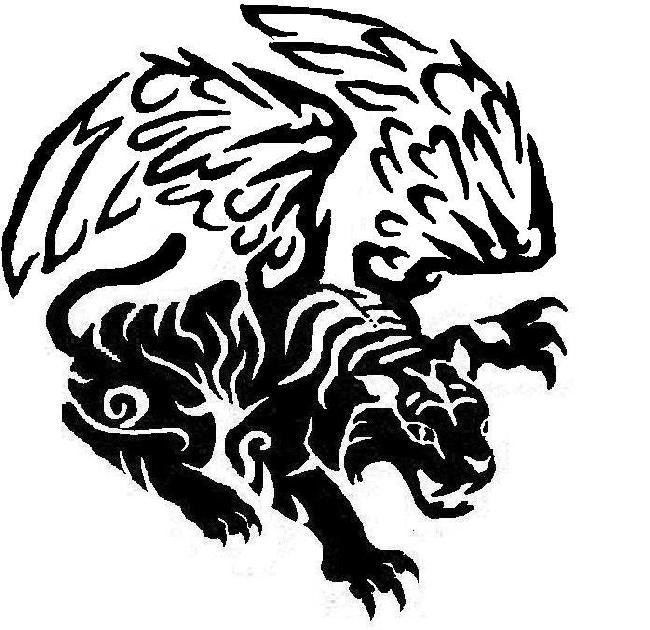
Hổ mọc thêm cánh

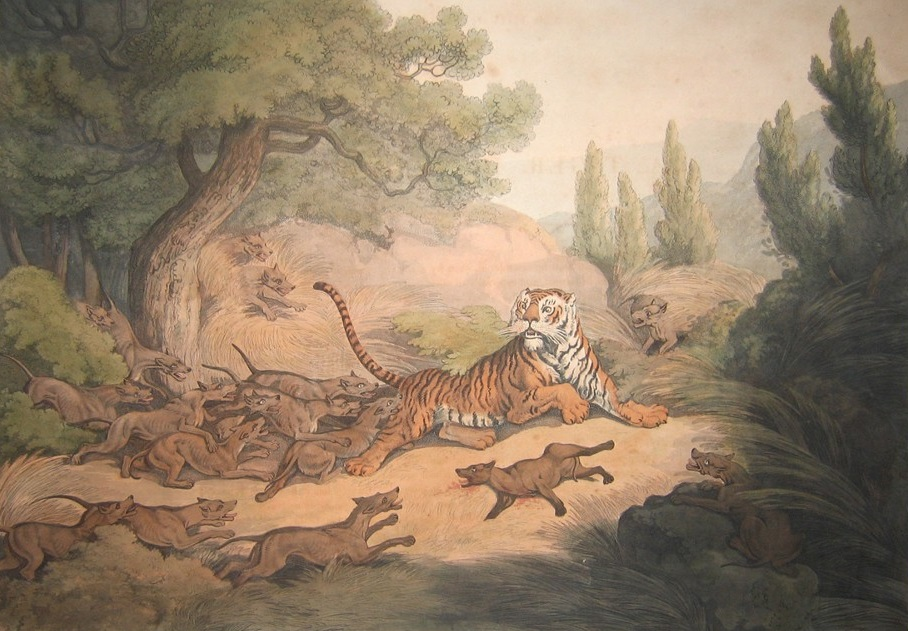
Hổ độc không cự được cáo đàn

Là loài vật mạnh mẽ, lại ngộ nghĩnh, độc đáo và giàu ý biểu tượng, hổ được lấy làm hình ảnh ẩn dụ sinh động cho nhiều câu thành ngữ, tục ngữ, ngạn ngữ một cách rộng rãi. Theo thống kê sơ bộ, người Việt có khoảng 1.300 câu ngạn ngữ, phương ngữ, thành ngữ, tục ngữ, ca dao, dân ca có liên quan đến loài hổ Những thành ngữ chỉ về con hổ được trải rộng trên rất nhiều lĩnh vực các nhau trong đời sống xã hội, có nhiều câu chỉ trực tiếp hoặc gián tiếp và người ta thường sống trong lời ăn tiếng nói của dân gian mượn chuyện con hổ để răn mình và nhắc nhở người. Những câu thành ngữ có thể kể đến là: 
- Hổ dữ không ăn thịt con (Tục ngữ Việt Nam)
- Hổ phụ sinh hổ tử và một thành ngữ ý trái ngược là Hổ phụ sinh cẩu tử/khuyển tử
- Miệng hùm gan sứa
- Hùm thiêng khi đã sa cơ cũng hèn (Truyện Kiều)
- Râu hùm, hàm én, mày ngài (mô tả về Từ Hải trong Truyện Kiều)
- Cọp chết để da, người ta chết để tiếng
- Hổ mọc thêm cánh
- Không vào hang hổ làm sao bắt được hổ con (Hán Việt: Bất nhập hổ huyệt yên đắc hổ tử)
- Cáo mượn oai hùm hay cáo giả oai hùm (Hán Việt: Hồ giả hổ uy)
- Thả hồ về rừng
- Điệu hổ ly sơn hay còn gọi là Dụ hổ rời núi (Binh pháp)
- Hùm nằm cho lợn liếm lông
- Hoạ hổ họa bì nan họa cốt/Tri nhân tri diện bất tri tâm (dịch nghĩa: Vẽ hổ vẽ da khó vẽ xương/biết người, biết mặt, biết lòng sao?)
- Tọa sơn quan hổ đấu: Ngồi ở trên núi cao mà xem cọp đánh nhau (Binh pháp)
- Làm bạn với vua như đùa với hổ
- Tam nhân thành hổ